# Ken Randall

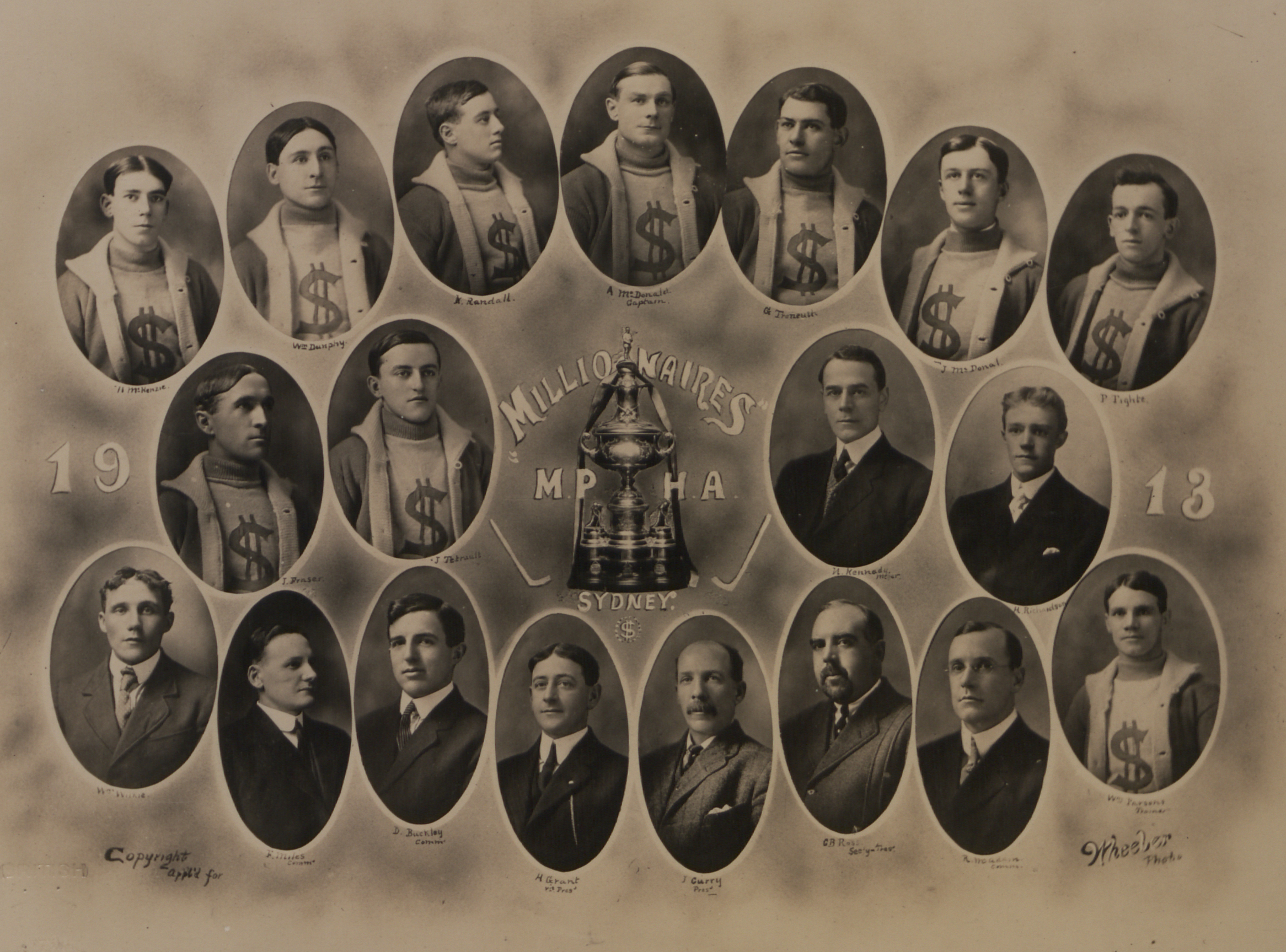
Ken Randall, trea från vänster i översta raden, med Sydney Millionaires 1913.

Kenneth Fenwick "Pepper Kid" Randall, född 14 december 1888 i Kingston, Ontario, död 17 juni 1947 i Toronto, Ontario, var en kanadensisk professionell ishockeyspelare och ishockeytränare. Ken Randall spelade för Toronto Blueshirts och Montreal Wanderers i NHA samt för Toronto Arenas, Toronto St. Patricks, Hamilton Tigers och New York Americans i NHL.
Säsongen 1923–24 var Randall spelande tränare under 14 matcher för Hamilton Tigers.
Ken Randall vann Stanley Cup två gånger; säsongen 1917–18 med Toronto Arenas och säsongen 1921–22 med Toronto St. Patricks.

## Statistik
CAHL = Canadian-American Hockey League
|                    |                         |                    |         | Grundserie | Grundserie | Grundserie | Grundserie | Grundserie |     | Slutspel | Slutspel | Slutspel | Slutspel | Slutspel |
| Säsong             | Lag                     | Liga               | Matcher | Mål        | Assists    | Poäng      | Utv.       | Matcher    | Mål | Assists  | Poäng    | Utv.     |          |          |
| ------------------ | ----------------------- | ------------------ | ------- | ---------- | ---------- | ---------- | ---------- | ---------- | --- | -------- | -------- | -------- | -------- | -------- |
| 1909–10            | Brantford Indians       | OPHL               | 10      | 13         | 0          | 13         | 26         | —          | —   | —        | —        | —        |          |          |
| 1910–11            | Port Hope Professionals | EOPHL              | 6       | 19         | 0          | 19         | —          | —          | —   | —        | —        | —        |          |          |
|                    |                         | Stanley Cup        | —       | —          | —          | —          | —          | 2          | 4   | 0        | 4        | —        |          |          |
| 1911–12            | Montreal Wanderers      | NHA                | 1       | 0          | 0          | 0          | 0          | —          | —   | —        | —        | —        |          |          |
|                    | Saskatoon Hoo Hoos      | SPHL               | 1       | 0          | 0          | 0          | 0          | —          | —   | —        | —        | —        |          |          |
|                    | Saskatoon Real Estate   | SPHL               | 2       | 2          | 0          | 2          | 0          | —          | —   | —        | —        | —        |          |          |
| 1912–13            | Toronto Blueshirts      | NHA                | 2       | 0          | 0          | 0          | 0          | —          | —   | —        | —        | —        |          |          |
|                    | Sydney Millionaires     | MPHL               | 12      | 17         | 0          | 17         | 18         | —          | —   | —        | —        | —        |          |          |
|                    | Sydney Millionaires     | Stanley Cup        | —       | —          | —          | —          | —          | 2          | 1   | 0        | 1        | 0        |          |          |
| 1913–14            | Sydney Millionaires     | MPHL               | 24      | 28         | 0          | 28         | 68         | 2          | 5   | 0        | 5        | 8        |          |          |
| 1914–15            | Sydney Millionaires     | NSEPHL             | 8       | 11         | 0          | 11         | 17         | —          | —   | —        | —        | —        |          |          |
| 1915–16            | Toronto Blueshirts      | NHA                | 24      | 7          | 5          | 12         | 111        | —          | —   | —        | —        | —        |          |          |
| 1916–17            | Toronto Blueshirts      | NHA                | 13      | 8          | 2          | 10         | 64         | —          | —   | —        | —        | —        |          |          |
|                    | Montreal Wanderers      | NHA                | 5       | 3          | 2          | 5          | 40         | —          | —   | —        | —        | —        |          |          |
| 1917–18            | Toronto Arenas          | NHL                | 21      | 12         | 2          | 14         | 96         | 2          | 1   | 1        | 2        | 12       |          |          |
|                    |                         | Stanley Cup        | —       | —          | —          | —          | —          | 5          | 1   | 0        | 1        | 21       |          |          |
| 1918–19            | Toronto Arenas          | NHL                | 14      | 8          | 6          | 14         | 27         | —          | —   | —        | —        | —        |          |          |
| 1919–20            | Toronto St. Patricks    | NHL                | 22      | 10         | 8          | 18         | 42         | —          | —   | —        | —        | —        |          |          |
| 1920–21            | Toronto St. Patricks    | NHL                | 22      | 6          | 5          | 11         | 74         | 2          | 0   | 0        | 0        | 11       |          |          |
| 1921–22            | Toronto St. Patricks    | NHL                | 24      | 10         | 6          | 16         | 32         | 2          | 1   | 0        | 1        | 4        |          |          |
|                    |                         | Stanley Cup        | —       | —          | —          | —          | —          | 4          | 1   | 0        | 1        | 22       |          |          |
| 1922–23            | Toronto St. Patricks    | NHL                | 24      | 3          | 5          | 8          | 58         | —          | —   | —        | —        | —        |          |          |
| 1923–24            | Hamilton Tigers         | NHL                | 24      | 7          | 6          | 13         | 58         | —          | —   | —        | —        | —        |          |          |
| 1924–25            | Hamilton Tigers         | NHL                | 30      | 8          | 10         | 18         | 52         | —          | —   | —        | —        | —        |          |          |
| 1925–26            | New York Americans      | NHL                | 34      | 4          | 2          | 6          | 94         | —          | —   | —        | —        | —        |          |          |
| 1926–27            | New York Americans      | NHL                | 3       | 0          | 0          | 0          | 0          | —          | —   | —        | —        | —        |          |          |
| 1927–28            | Providence Reds         | CAHL               | 20      | 0          | 0          | 0          | 6          | —          | —   | —        | —        | —        |          |          |
| 1930–31            | Oshawa Patricias        | OPHL               | 2       | 0          | 0          | 0          | 0          | —          | —   | —        | —        | —        |          |          |
| NHL totalt         | NHL totalt              | NHL totalt         | 218     | 68         | 50         | 118        | 533        | 6          | 2   | 1        | 3        | 27       |          |          |
| Stanley Cup totalt | Stanley Cup totalt      | Stanley Cup totalt | —       | —          | —          | —          | —          | 13         | 7   | 0        | 7        | 43       |          |          |